# Старе Ардатово
Старе Арда́тово (рос. Старое Ардатово, ерз. Ташто Орданьбие) — село у складі Ардатовського району Мордовії, Росія. Входить до складу Октябрського сільського поселення.

## Населення
Населення — 305 осіб (2010; 369 у 2002).
Національний склад (станом на 2002 рік):
- мордва — 96 %